# Muzeum Mleczarstwa w Królówce
Muzeum Mleczarstwa w Królówce – muzeum położone we wsi Królówka (powiat bocheński). Placówka jest oddziałem Muzeum Ziemi Wiśnickiej w Nowym Wiśniczu.
Placówka mieści się w budynku dawnej mleczarni, założonej w 1888 roku przez ks. Franciszka Pawlikowskowskiego, proboszcza tutejszej parafii. Mleczarnia funkcjonowała nieprzerwanie do lat 70. XX wieku – od 1896 roku jako spółka mleczarska, następnie spółdzielnia, a po II wojnie światowej w ramach okręgowej spółdzielni mleczarskiej, która w 1991 roku przekazała budynek gminie Nowy Wiśnicz. Produkowano tu masło, sery, śmietanę i maślankę, które – jak wynika z zachowanych dokumentów – trafiały na dwór cesarza Franciszka Józefa I. 
W muzeum znajdują się kompletne maszyny i urządzenia do produkcji wyrobów z mleka, pochodzące m.in. z XIX wieku oraz dokumenty, związane z funkcjonowaniem zakładu.
Muzeum jest czynne w niedziele oraz po uzgodnieniu z Muzeum Ziemi Wiśnickiej.